# Sean Scully
Pour les articles homonymes, voir Scully.
Sean Scully est un peintre irlandais naturalisé américain, né à Dublin le 30 juin 1945. Son inspiration tient de Matisse, Rothko ou van Gogh.

## Biographie
Alors qu'il est âgé de quatre ans, sa famille fait un voyage difficile pour emménager dans le quartier pauvre du sud de Londres. Cet environnement est complètement irlandais. Sa mère (chanteuse professionnelle) et son père seront champions de tango. Son premier contact avec la peinture a lieu dans une église ; il est alors fasciné par les représentations de la Vierge, de croix et des cierges. Plus tard, il passe d'une institution religieuse à l'école publique, beaucoup plus violente, et monte un dispensaire pour animaux avec l'aide de ses parents. À neuf ans, il sait qu’il sera artiste. Il s’intéresse d’abord à la musique populaire, le rythm & blues américain, goût qu’il conservera toute sa vie.
En 1960 il entre comme apprenti chez un typographe puis il suit les cours du soir de la Central School of Art de Londres. En 1964 il découvre à la Tate Gallery La Chaise de Vincent van Gogh, peinture devant laquelle il ressent profondément ce que sont l’honnêteté et l’intégrité en art. Il décide alors de se consacrer entièrement à l’étude de l’art, il entre au Croydon College of Art, s’intéresse à Nolde, à Schmidt-Rottluff, à Matisse. Il découvre l’expressionnisme abstrait américain. Sous l’influence de Rothko et de Bridget Riley, il abandonne la peinture figurative pour élaborer progressivement un vocabulaire précis de trames, de lignes et de bandes qui forment un champ optique riche dans lequel l’illusion de la profondeur de l’espace est renforcée par le contraste des couleurs. En 1969, il visite le Maroc, les structures et les couleurs des textiles et des tapis locaux lui font une vive impression et modifient son travail.
Il travaille ainsi dans la mouvance de l'expressionnisme américain où il souhaite faire transparaître métaphoriquement une certaine réalité sociale. Grâce à sa bourse Knox, il est étudiant à l'Université de Hardvard pendant un an. En 1972, dans le courant de cette année à Harvard University, il utilise des bandes de papier collant et des peintures à l’aérosol pour composer des grilles où s’entrelacent des bandes horizontales, verticales ou obliques dont toute expressivité est bannie.
Puis il revient en Angleterre et enseigne à la Chelsea School of Art et au Goldsmith's College. Il réalise sa première exposition personnelle à Londres à la Rowan Gallery et obtient une bourse Harkness qui lui permet d'émigrer aux États-Unis.
En 1975, il rencontre sa future femme : Catherine Lee qui fait des sculptures monumentales et inspirera notamment les Catherine Paintings de Sean Scully. Sa première exposition personnelle a lieu à New York chez Duffy-Gibbs. Il rencontre la plupart des artistes minimalistes. L’amitié de Robert Ryman l’encourage à simplifier son mode d’expression. Ensuite il est professeur d'arts plastiques de l'université de Princeton. À cette époque, ses peintures sont plus souvent grises ou noires. La composition est réduite à l’essentiel : de fines bandes horizontales ou verticales. Il obtient une bourse Guggenheim.
Dès 1981, la situation à New York change, il effectue alors divers séjours au Mexique jusqu'en 1990. Il commence à peindre d’après nature, transcrivant son expérience de la couleur et de la lumière directement sur le papier grâce à l’aquarelle. En 1981, sa première rétrospective s’ouvre à l’Ikon Gallery à Birmingham. L’exposition circule dans le Royaume-Uni sous les auspices de l'Art Council of Great Britain.
Il commence à prendre du recul avec l’esthétique minimaliste. La couleur et l’espace reprennent leur place dans son travail. Il abandonne l’usage des bandes de papier adhésif et commence à dessiner à main levée. Le coup de pinceau retrouve une existence affirmée, il multiplie les couches de peinture obtenant peu à peu cette richesse de palette qui le caractérise. De cette année pivot date la peinture la plus emblématique de sa nouvelle manière : Backs and Fronts.
En 1982, il passe l’été dans une résidence pour artistes fondée par Edward Albee à Montauk. Avec Heart of Darkness, titre emprunté à Joseph Conrad, il parvient à la pleine maturité de son travail en combinant une géométrie rigide et une texture colorée pleine d’expression.
En 1983 il devient citoyen américain. Son fils Paul, 19 ans, né d’un premier mariage, se tue dans un accident de voiture. Il lui dédie un tableau dans lequel il exprime son sentiment de désolation face à cette épreuve.
Il entreprend ses premières gravures, début d’une pratique régulière.
En 1985 a lieu sa première exposition muséale aux États-Unis, au Carnegie Museum of Art de Pittsburgh. L’exposition est reprise par le Museum of Fine Arts de Boston. Les peintures gagnent en épaisseur et en puissance, les bandes de couleurs s’élargissent.
En 1989, la White Chapel Art Gallery à Londres présente une exposition qui circule au Palacio Velasquez à Madrid, et à la Städtische Galerie im Lenbachhaus à Munich.
La première monographie sur son travail écrite par Maurice Poirier est publiée par Hudson Hills Press. Pour la première fois, certaines de ses photographies y sont reproduites.
En 1992, il réalise pour la BBC un film sur le séjour de Matisse au Maroc en 1912.
L’ensemble des Catherine Paintings est montré pour la première fois au Museum of Modern Art of Fort Worth, Texas en 1993.
Il décide d'installer un atelier à Barcelone en 1994. Il se met aux pastels et à la gravure sur bois à eaux-fortes.

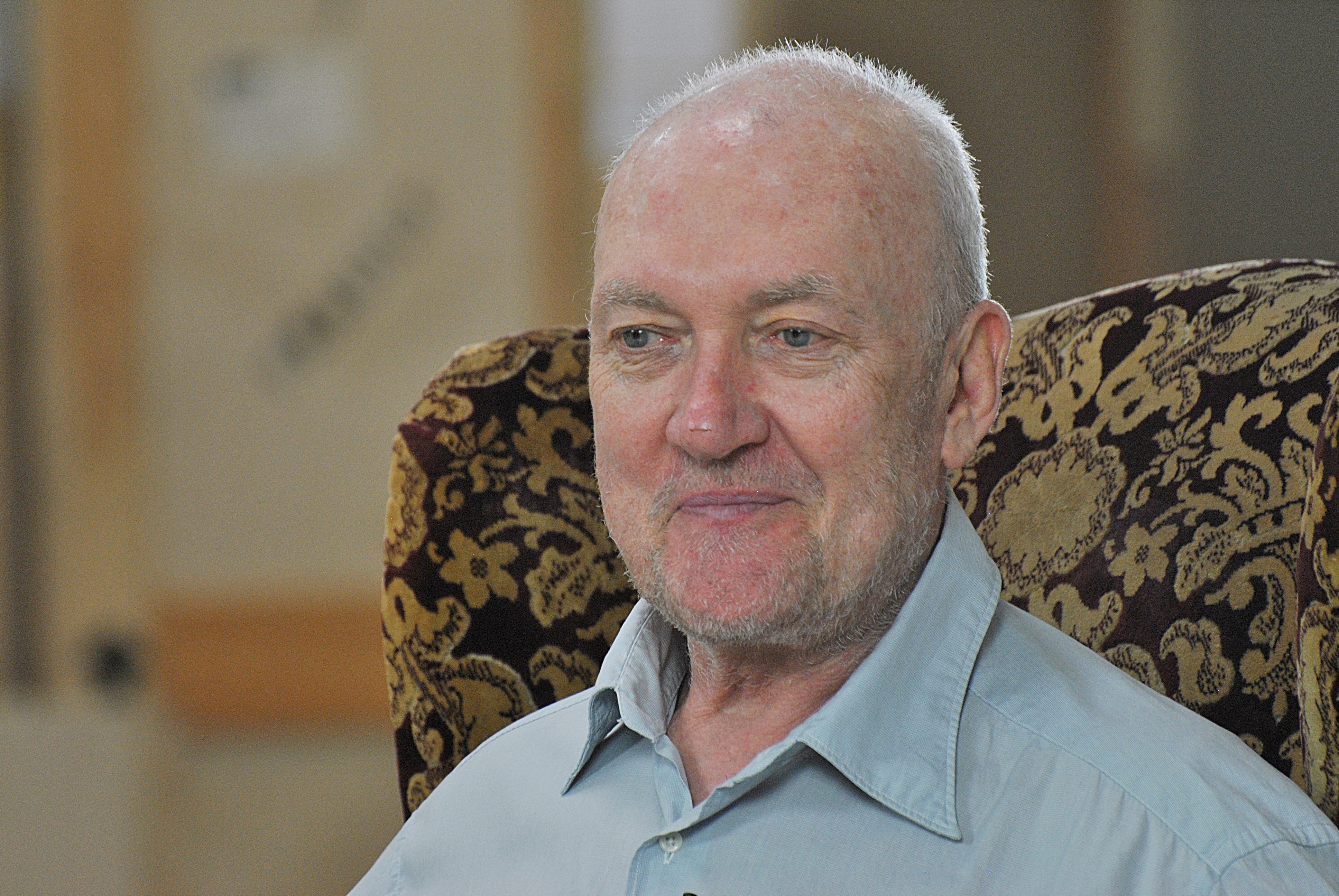
Sean Scully, 2015.

1995, nouvelle étape dans son œuvre, les Floating Paintings, boites en aluminium qui sont fixées au mur par leur côté le plus étroit, les autres côtés sont peints formant une peinture en trois dimensions.
En octobre 1996, sa première rétrospective en France est présentée à la galerie nationale du Jeu de Paume, ce qui le révèle au public français. 
En 1997, ses photographies sont exposées pour la première fois à la Sala de Exposiciones Rekalde de Bilbao. Il les expose ensuite à São Paulo, à Vienne, New York, Caen...
En 1999, Scully s’installe dans un nouvel atelier à Chelsea. Il devient membre d'une association irlandaise de promotion de l'art en 2001. 
La Poste française lui a demandé de représenter l'Irlande dans la série européenne des timbres poste d'artistes. Il réalise également l'affiche du tournoi de Roland-Garros en 2001.
L'année d'après, il part enseigner la peinture à l'Académie des beaux-arts de Munich où il travaille depuis. Il a depuis lors un grand atelier à Mooseurach dans la campagne munichoise.
En 2003, le Massachusetts College of Art (Boston) le nomme Honorary Doctor of Fine Arts et fait don de son œuvre gravé à la Bibliothèque nationale de France l'année suivante (don qui sera suivi d'une exposition en 2006).
En 2004, une rétrospective ouvre au Sara Hilden Art Museum à Tampere, elle circule ensuite à la Stiftung Weimarer Klassik à Weimar ainsi qu’à la National Gallery of Australia à Canberra.
En 2005, une exposition se concentrant pour la première fois sur la série des Wall of Light ouvre à la Phillips Collection à Washington et circule au Modern Art Museum of Fort Worth, Texas, au Cincinnati Art Museum, Ohio et au Metropolitan Museum of Art, New York.
En 2006, la Hugh Lane Municipal Gallery de Dublin consacre une salle permanente à ses peintures.
En 2007, une rétrospective commence à la Fondation Joan-Miró de Barcelone et circule, en 2008, au musée d’art contemporain de Saint-Étienne et au MACRO de Rome.

## Style et technique
Humaniser l'art abstrait, tel semble être son objectif. Un alphabet restreint à quelques formes simples, carrés, rectangles, bandes horizontales et verticales, lui permet d'exprimer une grande variété de sentiments dans des tableaux dont la présence s'impose.
Sean Scully peint debout, avec un pinceau large et avec d'amples mouvements du bras.

## Expositions
- 1989 :
  - Whitechapel Gallery, Londres
  - Exposition itinérante : Palacio de Velázquez del Retiro, Madrid ; Lenbachhaus, Munich
- 1993 :
  - « Catherine Paintings », Fort Worth Modern Art Museum, Texas
- 1995 :
  - « Sean Scully : Twenty Years », Hirshhorn Museum and Sculpture Garden, Washington, D.C.
  - Exposition itinérante : High Museum of Art, Atlanta, Georgie ; La Caixa de pensions, Barcelone (1996) ; Irish Museum of Modern Art, Dublin (1996) ; Schirn Kunsthalle, Francfort « Catherine Paintings », Kunsthalle Bielefeld ; palais des Beaux-Arts de Charleroi
- 1998 :
  - Bawag Foundation, Vienne
- 1999 :
  - « Print Retrospective », Graphische Sammlung Albertina, Vienne
- 2001 :
  - « Paintings, Drawings, Photographs 1990-2001 », Kunstsammlung Nordrhein-Westfalen, Dusseldorf
  - Exposition itinérante : Haus der Kunst, Munich ; I.V.A.M, Valencia ; galerie Lelong, Paris
- 2003 :
  - Sara Hildén Art Museum, Tampere, Finlande
  - Exposition itinérante : Klassik Stiftung Weimar ; Galerie nationale d'Australie, Canberra ; Hôtel départemental des arts du Var, Toulon ; Galeria Carles Taché, Barcelone ; « Photographs », Galerie Jamileh Weber, Zürich ; « Prints and Photographs », Alexander and Bonin Gallery, New York[1]
- 2004 :
  - « Winter Robe », Museum Neues Weimar ; galerie Lelong, Paris ; « Sean Scully, Prints », Irish Cultural Center, Paris ; Centro Jose Guerrero, Grenade ; « Etching for Federico Garcia Lorca », Federico García Lorca Foundation, Grenade ; « Sean Scully : Holly », Kunstverein Aichach (Allemagne) ; « Body of Light », Galerie nationale d'Australie, Canberra ; « Photographs », Galerie Bernd Klüser, Munich[1] ; « Photographs », Kerlin Gallery, Dublin ; « España-Spain-Spanien », Kunsthalle Weimar, Harry Graf Kessler, Weimar ; « Fotografias », Galeria Estiarte, Madrid ; « Paintings from the 70’s », Timothy Taylor Gallery, Londres
- 2005 :
  - « Wall of Light », Washington D.C.
  - Exposition itinérante : Phillips Collection (2005) ; Modern Art Museum of Fort Worth, Texas (2006) ; Cincinnati Art Museum, Ohio (2006) ; Metropolitan Museum of Art, New York (2007) ; « The Giving Person », Palazzo Roccella, Naples ; « Scully Paintings & Works on Paper », Abbot Hall Art Gallery, Cumbria ; « Sean Scully, Malerei : Kleine Formate », Staatliche Museen Kassel-Neue Galerie ; « Modulations, 1982 - 2004 », Centre de la Gravure et de l'image imprimée, La Louvière ; « Faith Hope Love », Augustinerkloster, Erfurt ; « Graphic Works », Fenton Gallery, Cork, Ireland ; « New Work », galerie Lelong, New York ; Ingleby Gallery, Edinburgh ; « Photographs », Galeria Carles Tache, Barcelone ; « Para García Lorca », Sala de Exposiciones Alcalá 31, Madrid ; « Mirrors 1982-2004 », Centre de la gravure, La Louvière[2]
- 2006 :
  - « Sean Scully, estampes », Bibliothèque nationale de France, Paris ; « Sean Scully, The Architecture of Colour », musée des Beaux-Arts du Liechtenstein ; « Recent Paintings », L.A. Louver Gallery, Venice, Californie ; Timothy Taylor Gallery, Londres ; Scottish National Gallery of Modern Art, Édimbourg
- 2007 :
  - « Retrospective », Fondation Joan-Miró, parc Montjuic, Barcelone
  - Exposition itinérante : musée d'Art moderne et contemporain de Saint-Étienne Métropole, La Terrasse (2008) ; « Macro », Rome (2008) ; « The Prints of Sean Scully », Smithsonian American Art Museum, Washington D.C. ; « Sean Scully, Dedicate a Garcia Lorca », Instituto Cervantes, Dublin ; « Walls of Aran », Kerlin Gallery, Dublin ; « Aran Islands. A Portfolio of Photographs », galerie Lelong, New York
- 2008 :
  - The Art of the Stripe », Hood Museum of Art, Hanover, États-Unis ; « The Prints of Sean Scully », Hyde Collection, Glens Falls, New York ; « Rétrospective », musée d'Art moderne de Saint-Étienne Métropole[3] ; « La surface peinte », galerie Lelong, Paris ; Galeria Carles Taché, Barcelone
- 2009 :
  - « Sean Scully. Paintings from the 80s », Timothy Taylor Gallery, Londres ; « Konstantinopel oder die versteckte Sinnlichkeit. Die Bilderwelt von Sean Scully », Museum Küppersmühle für Moderne Kunst, Duisburg - Ulster Museum, Belfast ; galerie Lelong, New York ; Walter Storms Galerie, Munich ; « Emotion and Structure », Modern Gallery-László Vass Collection, Veszprém ; « Recent Paintings », galerie Lelong, New York
- 2010 :
  - « Works from the Modern Art Museum of Fort Worth », Old Jail Art Center, Albany, Texas ; « Works from the 1980s », Visual Centre for Contemporary Art & the George Bernard Shaw Theatre, Carlow, Ireland - Leeds Art Gallery, Leeds ; « Iona », Ingleby Gallery, Édimbourg ; « Die Bilderwelt von Sean Scully », Kunstsammlungen Chemnitz ; « Liliane », Alexander and Bonin, New York
- 2011 :
  - « Works from the 1980s », Wilhelm-Hack Museum, Ludwigshafen ; « Works on Paper », université George-Washington Luther W. Brady Art Gallery, Washington D.C. ; « Sean Scully Cut Ground », Kerlin Gallery, Dublin
- 2012 :
  - « Paintings and Watercolors », Chazen Museum of Art, université du Wisconsin à Madison ; « Retrospective », musée des Beaux-Arts de Berne, Suisse ; « Retrospective », Lentos Kunstmuseum, Linz
- 2013 :
  - Philadelphia Museum of Art, Philadelphie
- 2014 :
  - « Doric », galerie Lelong, Paris
- 2016 :
  - « Metal », galerie Lelong, Paris
- 2017 :
  - « Facing East », Maison moscovite de la photographie, Moscou
- 2019 :
  - « Sea Star », National Gallery, Londres[4],[5]

## Récompenses
- 1970 : lauréat de la fondation Stuyvesant
- 1972 : lauréat du prix John-Moore lors de la 8e Biennale de Liverpool

## Publications
- La Surface peinte  (trad. Jean-François Allain), Paris, galerie Lelong, coll. « Repères n° 141 », 2008 (ISBN 9-782868-820860)

### Vidéo
- Sean Scully : "There are no certainties in my paintings" The Guardian, février 2011

#### Galeries de Sean Scully
- Galerie Lelong
- Galerie Thaddaeus Ropac